# Simonyi Károly Szakkollégiumi Rádióamatőr Klub
A Simonyi Károly Szakkollégiumi Rádióamatőr Klub  a Budapesti Műszaki Egyetem Schönherz kollégiumának rádióklubja. 1954-ben alakult, akkor még a budai várban, 1980-ban költözött át a XI. kerületbe, az új kollégium 19. emeletére.
A HA5KFU Rádióamatőr Klub a Schönherzes Villamosmérnökök és Informatikusok Egyesületének köreként működik a Schönherz Kollégiumban. A kör a BME Villamosmérnöki és Informatikai Kar szakkollégiumának, a Simonyi Károly Szakkollégiumnak tagja.
A klubot rádióamatőr körökben HA5KFU klubnak is nevezik, a betűszó amellett, hogy a rádióamatőr klubot jelöli, egyben a hívójelünk is.

## A klubról
A Simonyi Károly Szakkollégiumi Rádióamatőr Klub a Schönherz Zoltán kollégium 19. emeletén üzemel. Tagja lehet a BME minden Villamosmérnöki és Informatikai karos hallgatója. Jelenleg főképp rádióamatőr kísérletekkel foglalkozunk. Itt található a magyarországi AX.25 hálózat gerincroutere.
Kezdetben a HA5KFU klasszikus rövidhullámú és ultrarövidhullámú rádióamatőr forgalmazással foglalkozott, de mára a kör olyan modernebb irányzatokon belül is tevékenykedik, mint a műholdas kommunikáció és a szoftverrádiózás. A tizenkilencedik emeleten, a kollégium legtetején található műhelyükben pedig antennák és áramkörök épülnek, melyek az előbbi technológiákhoz szükségesek.
A kör biztosítja a rádiós összeköttetést villanykaros rendezvényeken is, ehhez az eszközöket folyamatosan fejlesztik, karbantartják.
A klub közösségébe bátran csatlakozhatnak villanyosok, infósok, üzemmérnökök is. Minden félév elején tanfolyamot tartunk, ahol a résztvevők elsajátíthatják a rádióamatőrség alapjait, matematikai, fizikai, informatikai és elektronikai ismereteket. A tanfolyamot elvégzők csatlakozhatnak a HA5KFU-hoz újoncként, és csatlakozhatnak meglévő szakmai projektjeinkbe, vagy saját projektötletükhöz igénybe vehetik a műhelyt és a tagok segítségét.
A szakmai részen túl, a HA5KFU egy baráti társaság is. A félév során szervezett közösségi programokkal még inkább összekovácsoljuk a csapatot: nyári tábor, félév közben körvacsi és más programok.
A HA5KFU tagok a villamosmérnökségnek egy különleges területén tevékenykednek. Ez abból a szempontból is előny, hogy ha valaki a nagyfrekvenciás áramkörök terén szerez tapasztalatot, akkor később a karrierjén sokat lendíthet, hiszen érteni fog ahhoz, amihez ma csak kevesen. A kör igyekszik biztosítani a tagok folyamatos szakmai fejlődését, valamint a rádióamatőrködés szórakoztató részét is.

### A klub eszközei[1]
Rádióink a tetőn lévő két antennához vannak csatlakoztatva:
- HF antenna: DIAMOND WD-330 T2FD
- UHF/VHF antenna: DIAMOND X50

Amatőr rádióink:
- Yaesu FTDX1200
- Yaesu FT857d

A hosszútávú rövidhullámú összeköttetésekhez rendelkezünk egy végfok erősítővel is.
A klub fel van szerelve minden szükséges eszközzel egy egyszerűbb áramkör megépítéséhez: alkatrészes fiók, forrasztópáka, szerszámok.
Asztali számítógépünkre telepítve vannak az amatőr rádiózáshoz és műholdkövetésre alkalmas programok, fejlesztői eszközök. A rádióklubban Hi-Fi rendszer és ágy biztosítják a maximális kényelmet. A polcon megtalálhatók rádióamatőr magazinok évtizedekre visszamenőleg.

## Alapítás
A Schönherz Kollégiumban számos több évtizedes múltra visszatekintő szakmai öntevékeny kör tevékenykedik, melyek közül a legrégebbi a HA5KFU rádióamatőr kör, mely 1954-ben alakult. A kollégium szakmai körei közösen alapították meg a Simonyi Károly Szakkollégiumot. A szakkollégium 2003-ban vette fel a Simonyi Károly Szakkollégium nevet. A körök szakkollégiumba való tömörülése megerősítette a belső együttműködést, melynek egyik leglátványosabb eredménye a minden évben megrendezésre kerülő Simonyi Konferencia.

## Névadó
Simonyi Károly egy legendás villamosmérnök és a BME egyik meghatározó tanára volt. A nagyformátumú személyiség tízgyermekes parasztcsaládból származott, de távoli rokona Simonyi-Semadam Sándor, korábbi miniszterelnök már korán segíteni kezdte tanulmányaiban.